# Monumento del León (Lucerna)
El Monumento del León (en alemán: Löwendenkmal), también conocido como el León de Lucerna, es una escultura diseñada por el escultor danés Bertel Thorvaldsen y labrada por Lukas Ahorn entre 1819 y 1821 sobre una pared de roca de la ciudad de Lucerna, en Suiza. Conmemora el asesinato de 760 mercenarios de la Guardia Suiza durante la Revolución francesa en 1792 cuando se defendían del asalto de los revolucionarios al Palacio de las Tullerías en París, Francia.
Es uno de los monumentos más visitados de Suiza con 1,4 millones de visitantes anuales.En 2006 fue protegido como monumento nacional suizo.El escritor estadounidense Mark Twain (1835-1910) elogió la escultura del león como "el trozo de piedra más triste, conmovedor y contundente del mundo".

## Contexto histórico

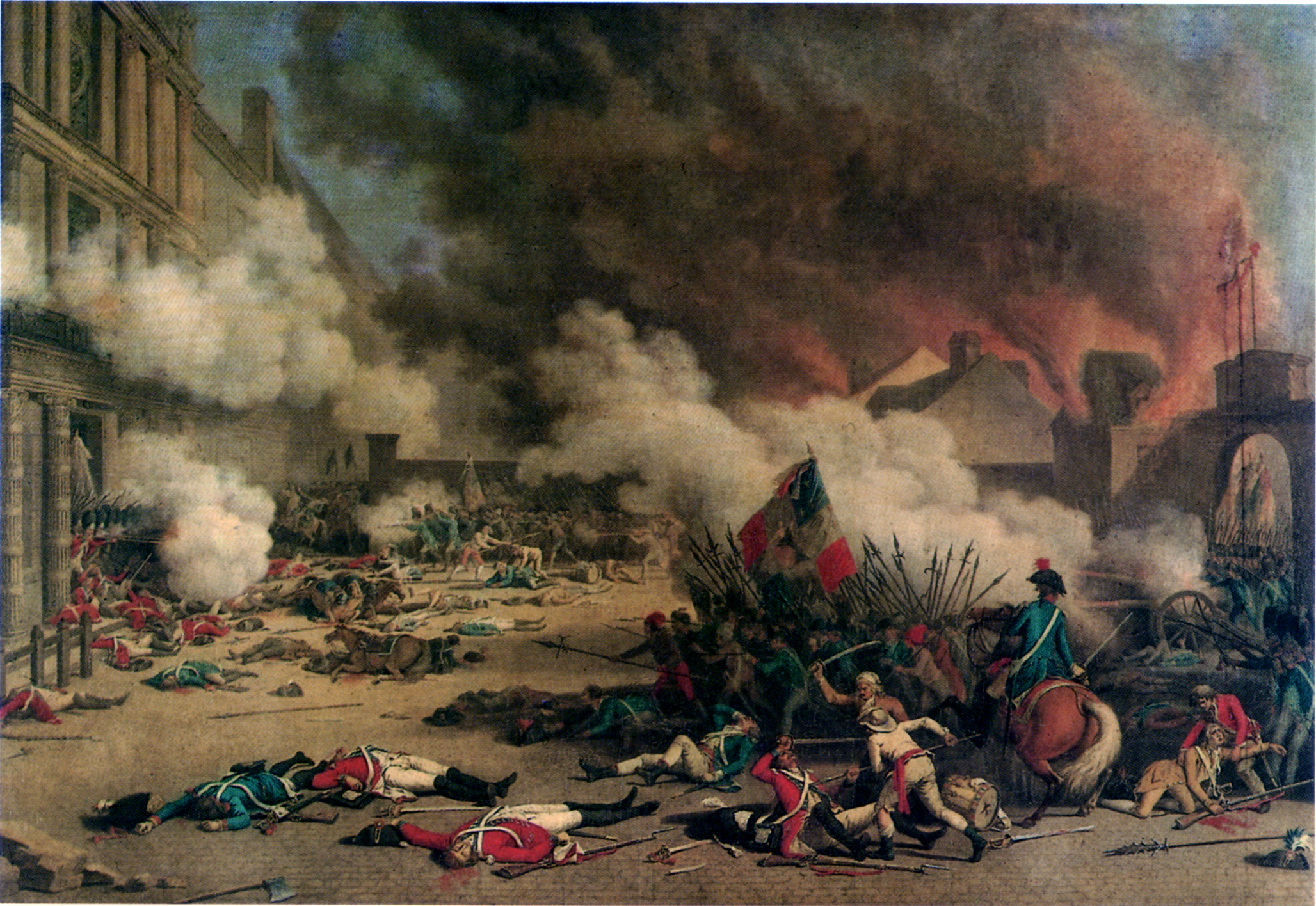
Masacre de los guardias suizos. Jacques Bertaux, 1793.

Desde el siglo XVII un regimiento de mercenarios de la Guardia Suiza servían como defensores de la Casa Real francesa. La Revolución francesa estalló en 1789 y el 6 de octubre de 1789 el rey Luis XVI, su esposa María Antonieta y sus hijos fueron obligados a ser trasladados del Palacio de Versalles al Palacio de las Tullerías en París. En junio de 1791 Luis XVI trató de huir al extranjero y fue condenado a arresto domiciliario. En la insurrección del 10 de agosto de 1792, los revolucionarios tomaron el palacio. La lucha comenzó cuando cinco miembros de la Guardia Suiza fueron asesinados ante su capitán, pero la Guardia Suiza logró contener el asalto. Mientras tanto el rey se refugió en la Asamblea Legislativa, donde fue obligado a pedir a la Guardia Suiza que se retirase y volviese a sus cuarteles. El capitán Dürler, que había visto como asesinaban a sus cinco guardias, le pidió al rey una orden por escrito que ha llegado hasta nuestros días. Cuando el rey se la facilitó, acató la orden, y al salir del palacio, indefensos, fueron masacrados sin piedad por los revolucionarios y sus cabezas fueron puestas en picas en las calles de la ciudad.
De los 1.110 miembros de la Guardia Suiza que defendían al rey, sólo sobrevivieron unos 350, aunque según algunos estudios de finales del siglo XX parece que el número pudo haber sido inferior. Doscientos más murieron en la prisión de las heridas o fueron asesinados durante las posteriores Masacres de septiembre. Aparte de los cien suizos que escaparon de las Tullerías, los únicos supervivientes del regimiento fue un destacamento de 300 soldados que habían sido enviados por el rey a Normandía para escoltar convoyes de grano unos días antes del 10 de agosto. La mayoría de los oficiales suizos fueron asesinados en la masacre, aunque el mercenario suizo Karl Josef von Bachmann fue ajusticiado y guillotinado en septiembre, mientras que dos oficiales suizos supervivientes fueron conmemorados más tarde por Napoleón.
Entre los guardias suizos en Francia que sobrevivieron a la insurrección y los soldados de once regimientos dispersos, en torno a 350 se unieron más tarde al Ejército revolucionario francés de la República francesa, mientras que otros se unieron a las fuerzas contrarrevolucionarias en la Guerra de la Vendée. En 1817, la Dieta Federal Suiza entregó la medalla conmemorativa Treue und Ehre (Lealtad y honor) y a los 389 supervivientes del regimiento.

## Escultura

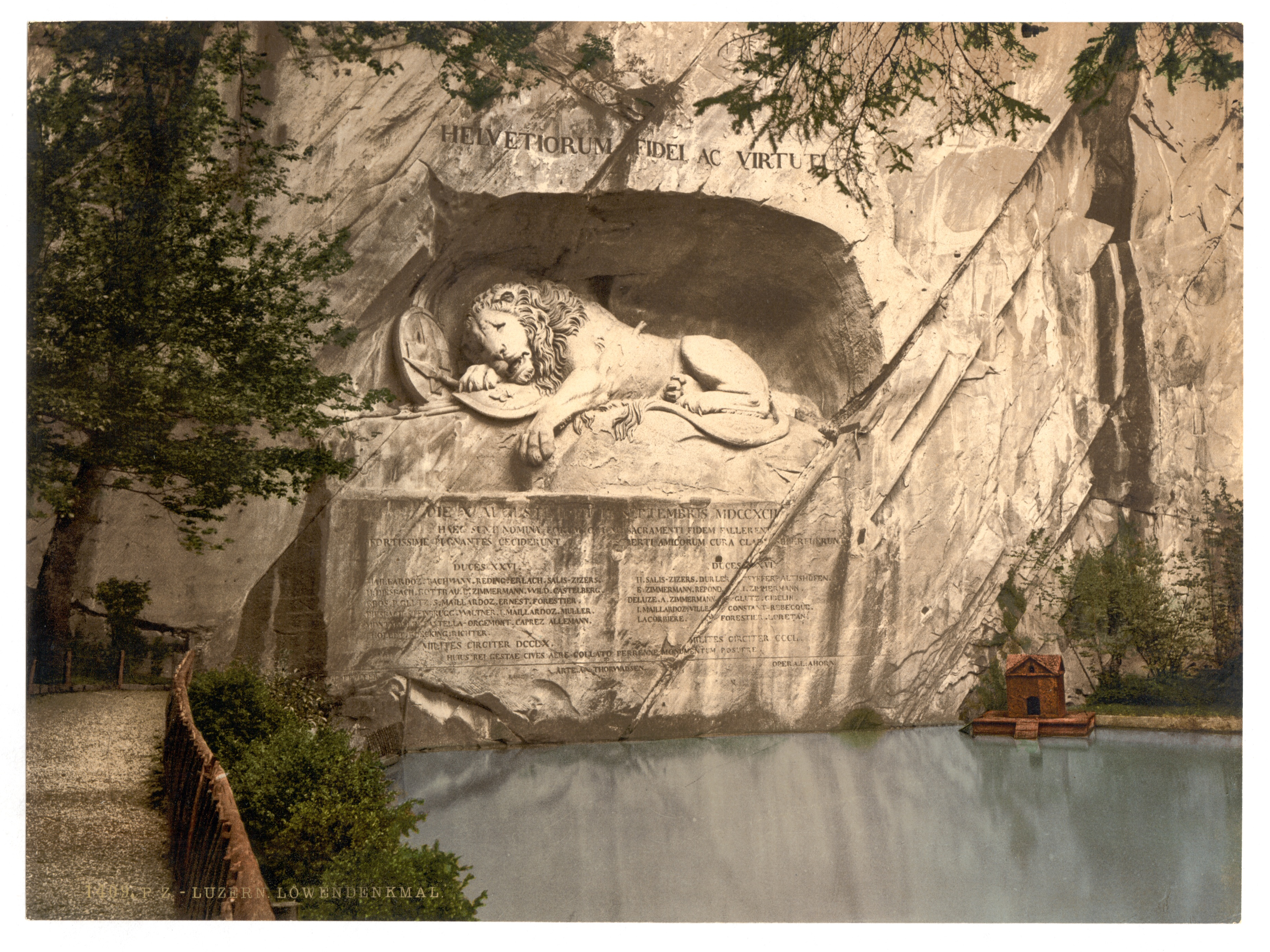
Vista del área de la escultura.

La iniciativa de crear el monumento fue tomada por Karl von Pfyffer Altishofen, un oficial de la Guardia que había estado de vacaciones en Lucerna, en el momento de la lucha. Comenzó a reunir dinero en 1818, sobre todo entre las casas reales europeas, para la creación de un monumento en honor de la Guardia Suiza, ya que esta masacre causó una gran consternación en Suiza. Aunque la obra fue diseñada por el danés Bertel Thorvaldsen, fue ejecutada por Lukas Ahorn (1789-1856) un albañil de Constanza, ciudad alemana fronteriza con Suiza, con una piedra arenisca de la misma ciudad de Lucerna, que durante años fue explotada como cantera para construir la ciudad.El monumento del León fue inaugurado el 10 de agosto de 1821, tras dos años de trabajo. Originalmente, el emplazamiento era de propiedad privada. En 1882 la ciudad de Lucerna la compró. El sitio es accesible sin una cuota de entrada. El monumento pronto se convirtió en una de las principales atracciones turísticas de Lucerna.

### Descripción
No se trata de una obra de tamaño natural, ya que está realizada al doble del tamaño de un león real. Mide 6 metros de altura y 10 metros de largo. La obra representa a un león caído, herido de muerte y el dolor manifestado en el rostro, sobre un escudo con la flor de lis de la monarquía francesa y junto a él hay un escudo con el emblema de Suiza. 
En la parte superior del monumento consta la inscripción latina Helvetiorum Fidei ac Virtuti que significa "a la lealtad y la valentía de los suizos". Además, están grabados los nombres de los muertos y de los oficiales de la Guardia Suiza, así como el número de muertos entre los soldados suizos (DCCLX = 760) y el número de soldados supervivientes (CCCL = 350).